# Cáceres Club Baloncesto
Il Cáceres Club Baloncesto è stata una società di pallacanestro con sede a Cáceres, in Spagna, fondata nel 1961. La squadra ha partecipato a 11 campionati di liga ACB (il campionato maggiore) dal 1992 al 2003. Il club cessò di esistere alla fine della stagione 2004-05, quando giocava nella liga LEB a causa dei suoi problemi finanziari.